# Vlag van Anchorage

Vlag van Anchorage

De vlag van Anchorage werd in 1973 aangenomen door de stad Anchorage (Alaska). Het is een geel veld met het zegel van de stad, met een blauw anker op de voorgrond en een blauw vliegtuig, gele zon en gele zeilboot op de achtergrond. De woorden "ANCHORAGE ALASKA" zijn ook aanwezig.
Het grote anker verwijst naar de naam van de stad en naar zijn oorsprong als ankerplaats, met name voor de derde reis van James Cook. Het moderne vliegtuig symboliseert de rol van Anchorage als vervoersknooppunt met zijn Internationale luchthaven Ted Stevens Anchorage. De gele zon symboliseert de variatie in daglicht door de seizoenen heen vanwege de noordelijke breedtegraad van de stad. Het schip is de HMS Resolution die door kapitein James Cook werd gebruikt bij zijn verkenning van de Cook Inlet, waarop Anchorage werd gesticht. Het is onbekend waar het geel veld voor moet staan, maar het is mogelijk een verwijzing naar de Goldrush van Klondike.